# AVUS

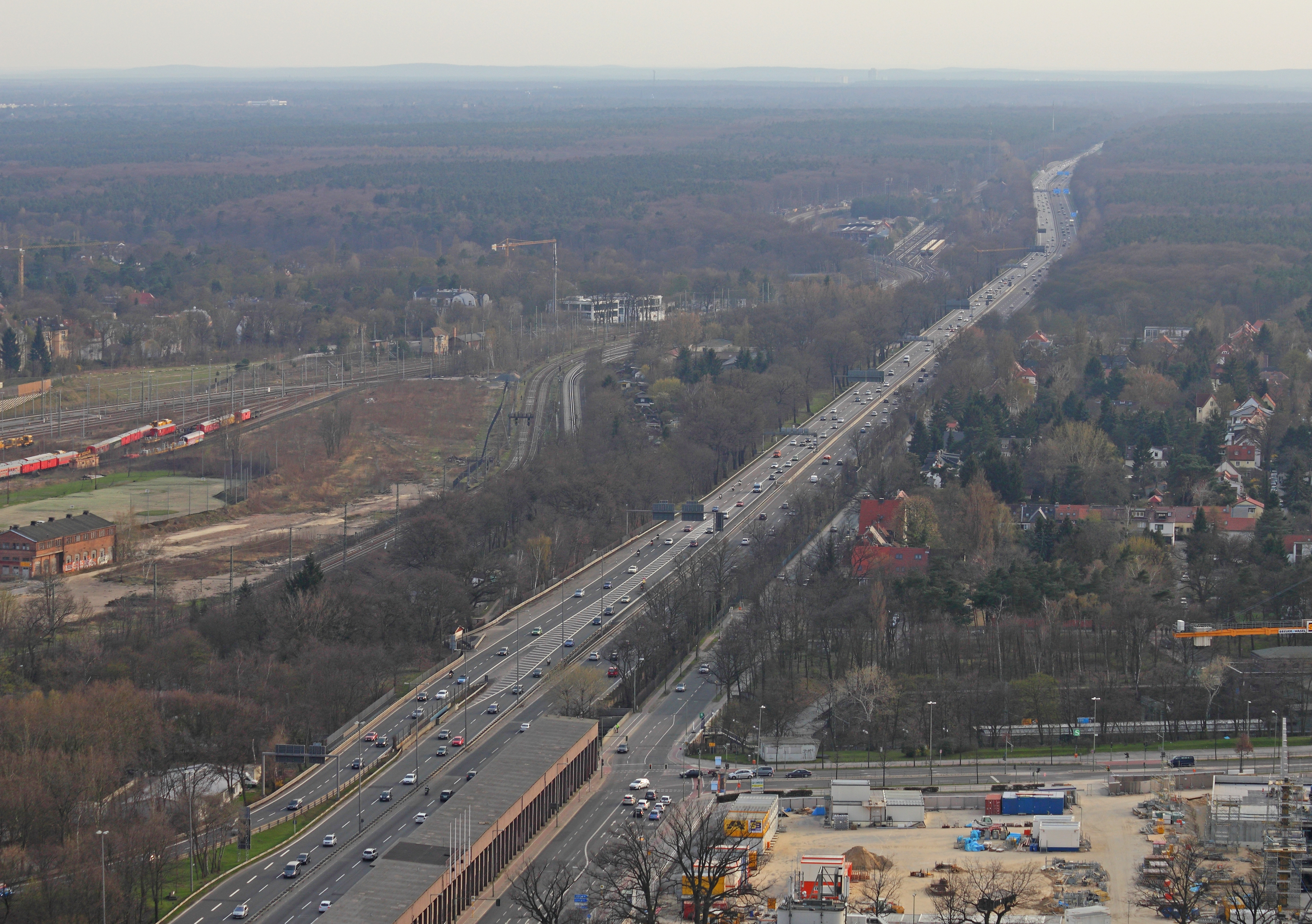
Pohled na dálnici z vysílací věže

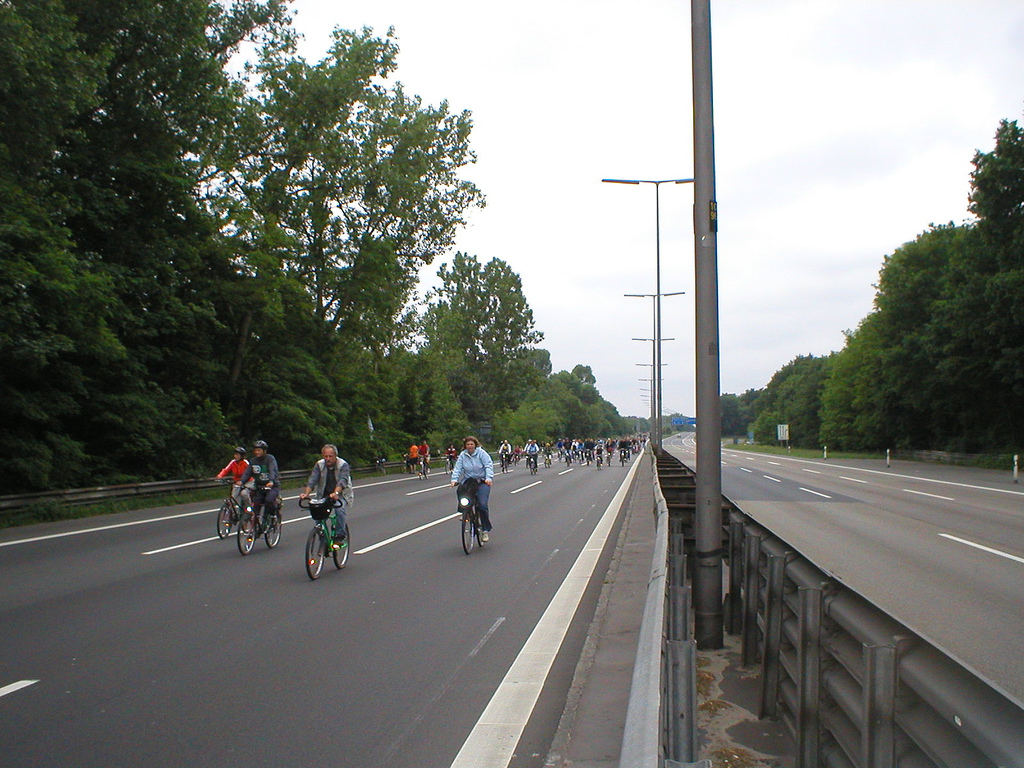
Cyklisté na dočasně pro závod uzavřené dálnici

Automobil-Verkehrs- und Übungs-Straße, známá pod zkratkou AVUS (česky Automobilová dopravní a zkušební dráha) je první čistě automobilovou silnicí, tedy dálnicí v dnešním smyslu slova, danou do provozu roku 1921 v Berlíně. Až do roku 1998 byla užívána i jako závodní dráha. Dnes je částí dálnice A 115.

## Dějiny
S cílem podpořit naděje a úspěchy německých závodníků a automobilů byla roku 1909 založena společnost Die Automobil-Verkehrs- und Übungsstraße GmbH, od roku 1913 akciová společnost. V její režii se započalo se stavbou závodní dráhy, která byla (v důsledku válečných událostí) zakončena 1921, kdy byla slavnostně otevřena. Víceproudová dálnice byla dlouhá téměř 10 km, byla zcela rovná, a skýtala tak (v obou směrech) závodní okruh v délce 19 km. Roku 1926 se zde konala první Grand Prix Německa.

## Použití jako závodní dráha
Mimo dnešního užití jako dálnice si dráha AVUS získala velké jméno jako závodní okruh. První závod se konal 24. a 25. září 1921 při otevření dráhy, kdy bylo dosaženo největší průměrné rychlosti 128,8 km/h. V dalších letech se konalo mnoho stále slavnějších závodů, které ve dvacátých letech minulého století přilákaly až na 300 000 fanoušků. Později přilákaly automobilové závody i víc diváků (v roce 1951 např. 350 000).
Konec slávy této závodní dráhy se datuje na rok 1959, kdy došlo ke smrtelnému úrazu jednoho z účastníků. Poté se zde konaly pouze závody nižších tříd, se vzrůstajícím významem této dálnice se zde pak od roku 1998 žádné závody nekonají.

## Moderní význam
AVUS o celkové délce 9 km se nachází na jihozápadě území Berlína a tvoří severní část dálnice A 115. Již v době rozděleného Německa se jednalo o významné silniční spojení – dálnice (a tedy i AVUS) vedla k velice frekventovanému pohraničnímu přechodu Drewitz-Dreilinden (v žargonu americké okupační správy Checkpoint Bravo). Význam tohoto úseku však dále značně vzrostl v důsledku sjednocení Německa po roce 1990.

## Vítězové v jednotlivých letech
| Rok  | Jezdec            | Konstruktér | Výsledky |
| ---- | ----------------- | ----------- | -------- |
| 1959 | Tony Brooks       | Ferrari     | Výsledky |
| 1926 | Rudolf Caracciola | Mercedes    | Výsledky |